# Maeno Nagayasu
Maeno Nagayasu (前野 長康 Tiền Dã Trường Khang) (1528 - 22 tháng 9, 1595) là một samurai Nhật thế kỷ 16. Còn được biết đến với tên gọi Shōemon (将右衛門 Tướng Hữu Vệ Môn), ông phục vụ cho Toyotomi Hideyoshi.